# Megamelanus rufivittatus
Megamelanus rufivittatus är en insektsart som beskrevs av Ball 1905. Megamelanus rufivittatus ingår i släktet Megamelanus och familjen sporrstritar. Inga underarter finns listade i Catalogue of Life.